# سمفونی شماره ۸۲ (هایدن)
سمفونی شماره ۸۲ (انگلیسی: Symphony No. 82) که به عنوان سمفونی خرس هم شناخته می‌شود اولین بخش از سمفونی‌های پاریس است که یوزف هایدن آن را در دو ماژور خلق کرده‌است.